# Miquel Gelabert Bordoy
|  | «Miquel Gelabert» redirigeix aquí. Vegeu-ne altres significats a «Miquel Gelabert i Roura». |

Miquel Gelabert Bordoy (Felanitx, 1954) és un actor mallorquí. Ha format part de diverses companyies teatrals com Comediants l'any 1973, Akelarre l'any 1974 i s'Estornell des de 1976 fins al 1978. També interpretà diverses obres com Non plus plis l'any 1973, El manuscrit d'Ali-Bey l'any 1988 de Josep Maria Benet Jornet i El castell dels Tres Dragons l'any 1990 de Pitarra. També ha participat en diferents sèries i pel·lícules.

## Filmografia

### Pel·lícules
- El vicari d'Olot (1981)
- El manuscrit d'Ali Bei (1989)
- Cràpules (1993)
- Quin curs el meu tercer! (1994)
- La vida es sueño (2001)
- Gossos (2002)
- La caja 507 (2002)
- Nudos (2003)
- La dona de gel (2003)
- Amb el 10 a l'esquena (2004)
- L'any del diluvi (2004)
- Iris (2004)
- Crusader (2005)
- Salvador (Puig Antich) (2006)
- La educación de las hadas (2006)
- El partit (2006)
- Atles de geografia humana (Atlas de geografía humana) (2007)
- El Greco (2007)
- El mirall (El espejo) (2008)
- Perduts (2009)
- Negro Buenos Aires (2010)
- Meublé. La Casita Blanca (2011)
- El cos (2012)
- El Cafè de la Marina (2014)
- Darrere la porta (2015)
- Pàtria (2017)
- Bajocero (2021)

### Sèries
- Temps de silenci (2001-2002)
- Ventdelplà (2005-2010)
- La Riera (2014)
- Com si fos ahir (2017-2020)
- Pep (2020)